# Queen Elizabeth Hall
 (mars 2012).
Si vous disposez d'ouvrages ou d'articles de référence ou si vous connaissez des sites web de qualité traitant du thème abordé ici, merci de compléter l'article en donnant les références utiles à sa vérifiabilité et en les liant à la section « Notes et références ».
Le Queen Elizabeth Hall (QEH) est une salle de concert située sur South Bank à Londres, en Angleterre. On y présente de façon quotidienne des concerts de musique classique, jazz, d'avant-garde et des représentations de danse. Le QEH est une partie du complexe d'arts Southbank Centre et se trouve à côté du Royal Festival Hall, construit pour le Festival of Britain de 1951, et de la Hayward Gallery. Il se dresse sur l'ancien site d'une tour de tir, construit en 1826 et conservé pour le Festival of Britain.

## Description
Le Queen Elizabeth Hall compte plus de 900 sièges et la Purcell Room, dans le même édifice a 360 sièges. Ces deux auditoriums ont été construits par Higgs and Hill et ont ouvert leurs portes en mars 1967. Elles ont été conçues comme pour compléter le complexe d'art Southbank Centre, avec le Hayward Gallery (ouvert en octobre 1968), dessiné par Hubert Bennett, à la tête du département des architectes du Greater London Council, avec Jack Whittle, F.G. West et Geoffrey Horsefall.
La sculpture Zerman en acier inoxydable (par William Pye, 1972) se dresse entre la rivière et la terrasse du QEH.

## Architecture

### Introduction
Le QEH est un exemple de brutalisme, un style architecture issu du modernisme qui connaît une grande popularité entre les années 1950 et 1970.